# Purusha reversa
Purusha reversa är en insektsart som först beskrevs av Hope 1843.  Purusha reversa ingår i släktet Purusha och familjen Eurybrachidae. Inga underarter finns listade i Catalogue of Life.